# Melvius
Melvius is een geslacht van uitgestorven amiide straalvinnige beenvissen uit het Laat-Krijt. 
De typesoort Melvius thomasi werd in 1987 benoemd door Laurie Bryant. Vondsten werden eerst beschouwd als een Amia sp. De soortnaam als geheel eert Melvin Thomas die de paleontologen vaak bijstond bij de opgravingen.
Het holotype is UCMP 129600. Het bestaat uit een gedeeltelijk skelet, in 1982 gevonden door Harley Garbani in Garfield County, Montana in een laag van de bovenste Hell Creek Formation die dateert uit het Maastrichtien. Talrijke specimina zijn toegewezen.
De lichaamslengte is ruim 160 centimeter wat de soort tot een van de grootste amiïden maakt. Onderscheidende kenmerken zijn middelste rompwervels met uitgeholde onderste zijkanten en een voorste bovenkaaksbeen dat rond is in dwarsdoorsnede.
Een diepe put in het bovenkaaksbeen voor het contact met de premaxilla overlapt de voorste maxillaire tandkas. Het dentarium draagt veertien tanden; de horizontale tak ervan is breder dan hoog. Het cleithrum is niet geornamenteerd waarbij de opgaande tak haaks staat op de neergaande. Het basioccipitale is tweemaal hoger dan breed. De tanden hebben snijranden en de tandkassen golvende randen.
De tweede soort werd door Hall en Wolburg in 1989 benoemd als een Amia? chauliodous, de 'gaaptand'. Hij werd in 1998 door Grande en Bemis hernoemd in Melvius chauliodous. Het holotype is KUVP 88378.
In 2023 werd bij beide soorten de aanwezigheid van dermopterotische en parietale stralen vastgesteld.